# Scopula fumigrisea
Scopula fumigrisea là một loài bướm đêm trong họ Geometridae.